# اتفاقية التجارة الحرة بين كندا وهندوراس
اتفاقية التجارة الحرة بين كندا وهندوراس هي اتفاقية تجارة حرة بين كندا وهندوراس دخلت حيز التنفيذ في 1 أكتوبر 2014. من عام 2000 إلى 2010 كانت كندا في مفاوضات متعددة الأطراف مع هندوراس وغواتيمالا والسلفادور ونيكاراغوا والتي تشكل مجموعة دول أمريكا الوسطى الأربعة بشأن اتفاقية التجارة الحرة المقترحة بين كندا وأمريكا الوسطى. عندما لم يتم التوصل إلى اتفاق بين كندا والدول الأربعة بعد اثنتي عشرة جولة من المفاوضات، بدأت كندا وهندوراس مفاوضات ثنائية منفصلة في عام 2010.
كانت زيارة رئيس الوزراء الكندي ستيفن هاربر إلى مدينة سان بيدرو سولا للتوقيع على الاتفاقية الاحتفالية الأولية في عام 2011 هي المرة الأولى التي يزور فيها زعيم أجنبي هندوراس منذ انقلاب 2009. تعرض هاربر لانتقادات بسبب مشاركته في مفاوضات مع حكومة رئيس هندوراس بيبي لوبو، حيث قال مراقبون في كندا إن البلاد تحت حكم لوبو هي «شبه دكتاتورية فقيرة» وانتقد عدم استجابة كندا لمخاوف حقوق الإنسان في البلاد.
تم التوقيع على الاتفاقية النهائية من قبل وزيري التجارة في كلا البلدين، إلى جانب اتفاقيات التعاون الجانبي بشأن حماية البيئة وحقوق العمال في 5 نوفمبر 2013.